# بني كلون (تزكان)
بني كلون هي إحدى مشيخات المملكة المغربية، تتبع جغرافيا لإقليم شفشاون وإداريًا لتزكان. يقدر عدد سكانها بـ 2105 نسمة حسب الإحصاء الرسمي للسكان والسكنى لسنة 2004.